# Hans Clevers
Hans Clevers (Eindhoven, 27 de março de 1957) é um imunologista e biologista molecular neerlandês.
É professor da Universidade de Utrecht.

## Condecorações
- 2001 Prêmio Spinoza[1]
- 2004 Prêmio Louis-Jeantet de Medicina[2]
- 2008 Prêmio Meyenburg[3][4]
- 2011 Prêmio Ernst Jung[5]
- 2011 Prêmio Léopold Griffuel
- 2012 Prêmio de Medicina A.H. Heineken[6]
- 2013 Foi um dos primeiros laureados com o Breakthrough Prize in Life Sciences.
- 2016 Prêmio Körber de Ciência Europeia[7][8]